# 贾努什·胡克
贾努什·胡克（英語：Janusz Hooker，1969年9月28日—），澳大利亚男子赛艇运动员。他曾代表澳大利亚参加1996年夏季奥林匹克运动会赛艇比赛，获得男子四人双桨铜牌。